# Uli Wilkes
Uli Wilkes (* 6. August 1970 in Hattingen an der Ruhr als Ulrich Wilkes) ist ein deutscher Fernsehproduzent und Medienunternehmer.

## Biografie
Nach seinem Fachabitur für Gestaltung in Wuppertal arbeitete Wilkes zunächst bei der Düsseldorfer Werbeagentur Grey, bevor er ein Mediendesign-Studium in Berlin begann. Als 1994 die Kunsthochschule für Medien Köln einen grundständigen Studiengang anbot, wechselte Wilkes an den Rhein und schloss sein Studium 1998 mit dem Diplom ab. Seine Diplomarbeit „No Talk“, bei dem Wilkes sieben prominente Fernsehtalker (Alfred Biolek, Giovanni di Lorenzo, Bärbel Schäfer, Roger Willemsen, Günther Jauch, Arabella Kiesbauer und Jürgen Domian) eine halbe Stunde gemeinsam schweigen ließ, bekam eine Grimme-Preis-Nominierung.
Nach der Entwicklung verschiedener TV-Formate und einer fünfjährigen Autorentätigkeit für die WDR-Kultsendung Zimmer Frei wurde Wilkes von Alfred Biolek, seinem ehemaligen Professor an der Kunsthochschule, in die TV-Produktionsfirma Pro GmbH geholt. Im Juni 2000 gründeten Wilkes und die Pro GmbH die gemeinsame Online-Tochter pro in space GmbH, in der TV und Internet gleichermaßen im Fokus standen. Wilkes übernahm mit Oliver Blaum und Jürgen Brand die Geschäftsführung des neuen Unternehmens. Die Pro GmbH ging 2010 in die Insolvenz.
Andreas Lichter und Jürgen Brandt gründeten die Pro TV Produktionen GmbH 2010 neu. Nach dem Rückzug von Andreas Lichter, der die Pro 1978 gemeinsam mit Alfred Biolek gegründet hatte, übernahm Uli Wilkes 2013 das traditionsreiche Produktionshaus. 2017 folgte die Gründung der pro.volution GmbH, die sich seither um die Softwareentwicklung der Unternehmensgruppe kümmert.